# Jerzy Moskal
Jerzy Moskal (ur. 8 czerwca 1930 w Drohobyczu, zm. 19 maja 2016 w Katowicach) – artysta plastyk uprawiający plakat, grafikę prasową i wydawniczą, kolaż, scenografię telewizyjną i teatralną, inicjator powstania i pierwszy dyrektor Centrum Scenografii Polskiej, Oddziału Muzeum Śląskiego w Katowicach.

## Życiorys
Studiował w Akademii Sztuk Pięknych w Krakowie na Zamiejscowym Wydziale Grafiki w Katowicach. Dyplom w pracowni Bogusława Góreckiego uzyskał w roku 1954. Jako scenograf zadebiutował „Igraszkami z Satyrem” w katowickim Teatrze Satyry w roku 1957.
Projektował scenografie dla teatrów dramatycznych, teatru telewizji i przedstawień baletowych, m.in. w Teatrze Śląskim w Katowicach, Teatrze Zagłębia w Sosnowcu i Lubuskim Teatrem w Zielonej Górze.  Współpracował z reżyserami takimi jak Lidia Zamkow, Kazimierz Kutz i Jerzy Zegalski.
Przez wiele lat związany artystycznie z katowickim oddziałem Telewizji Polskiej. Zaprojektował scenografie do 47 widowisk telewizyjnych.
Pomiędzy rokiem 1957 a 1983 pełnił funkcję redaktora graficznego „Kocyndra”, „Przemian” i „Poglądów”. W latach 1984 – 1989 naczelny grafik Wydawnictwa „Śląsk”.
Członek Związku Polskich Artystów Plastyków i Związku Artystów Scen Polskich.
W 1993 roku otrzymał Złotą Odznakę ZPAP. W latach 1996 – 1999 pełnił funkcję prezesa Sekcji Scenografii i członka Zarządu Głównego ZASP. Laureat nagrody ZASP w dziedzinie scenografii za zorganizowanie i prowadzenie Centrum Scenografii Polskiej (2004), laureat tytułu Członek ZASP (2005). W roku 1996 otrzymał odznakę Ministerstwa Kultury i Sztuki „Zasłużony Działacz Kultury”. Odznaczony Srebrnym Krzyżem Zasługi (1977) i Krzyżem Kawalerskim Orderu Odrodzenia Polski (2004). Po odejściu na emeryturę, w r. 2006 otrzymał Nagrodę im. Karola Miarki, w 2007 Nagrodę Marszałka Województwa Śląskiego, a w r. 2008 – Srebrny Medal „Zasłużony Kulturze Gloria Artis”.
W 1992 roku otrzymał Nagrodę Prezydenta Katowic w dziedzinie kultury, w 2000 roku – Honorową Odznakę Miasta Katowice, nadaną przez Przewodniczącego Rady Miejskiej i Prezydenta Katowic. W 2004 roku odznaczony został przez Sejmik Województwa Śląskiego złotą Odznaką Honorową za Zasługi dla Województwa Śląskiego.
W latach 1991–2005 dyrektor Centrum Scenografii Polskiej w Katowicach. Autor spektakli autorskich oraz projektów przestrzeni scenograficznej wystaw w Centrum, prezentujących dorobek m.in.: Andrzeja Stopki, Lidii i Jerzego Skarżyńskich, Zofii Wierchowicz, Franciszka Starowieyskiego, Tadeusza Kantora, Józefa Szajny, Wiesława Langego.
Inicjator (w 1965 roku) Biennale Plakatu Polskiego w Katowicach. Laureat m.in. Złotych Masek, Grand Prix na festiwalu filmów Interwizji w Pradze.
W 1999 roku z inicjatywy Jerzego Moskala po raz pierwszy przyznana została przez Centrum Scenografii nagroda „Koryfeusza Scenografii Polskiej”.
Autor książki „Gdzie jest mój teatr” (2002).